# Winter World University Games 2025/Teilnehmer (Litauen)
| Gelbes Symbol für Goldmedaillen mit stilisierten Olympischen Ringen | Graues Symbol für Silbermedaillen mit stilisierten Olympischen Ringen | Braundes Symbol für Bronzemedaillen mit stilisierten Olympischen Ringen |
| ------------------------------------------------------------------- | --------------------------------------------------------------------- | ----------------------------------------------------------------------- |
| —                                                                   | —                                                                     | —                                                                       |

Litauen nahm 4 Athleten (1 Mann, 3 Frauen) an den Winter World University Games 2025 in Turin teil.

## Teilnehmer nach Sportarten

### Eiskunstlauf
| Athleten           | Wettbewerbe | Kurzprogramm/ Rhythmustanz | Kurzprogramm/ Rhythmustanz | Kür    | Kür  | Gesamt | Gesamt |
| Athleten           | Wettbewerbe | Punkte                     | Rang                       | Punkte | Rang | Punkte | Rang   |
| ------------------ | ----------- | -------------------------- | -------------------------- | ------ | ---- | ------ | ------ |
| Frauen             |             |                            |                            |        |      |        |        |
| Jogailė Aglinskytė | Einzel      | 50,40                      | 11                         | 82,38  | 21   | 132,78 | 20     |

### Freestyle-Skiing
| Athleten              | Wettbewerbe | Qualifikation | Qualifikation | Finale        | Finale        | Rang |
| Athleten              | Wettbewerbe | Punkte        | Rang          | Punkte        | Rang          | Rang |
| --------------------- | ----------- | ------------- | ------------- | ------------- | ------------- | ---- |
| Frauen                |             |               |               |               |               |      |
| Medeinė Povilavičiūtė | Big Air     | 50,75         | 10            | ausgeschieden | ausgeschieden | 10   |
| Medeinė Povilavičiūtė | Slopestyle  | 47,25         | 11            | ausgeschieden | ausgeschieden | 11   |

### Ski-Orientierungslauf
| Athleten                              | Wettbewerbe | Zeit      | Rang |
| ------------------------------------- | ----------- | --------- | ---- |
| Frauen                                |             |           |      |
| Emilija Tamoševičiūtė                 | Sprint      | 14:47 min | 13   |
| Männer                                |             |           |      |
| Algirdas Dienys                       | Sprint      | 15:10 min | 20   |
| Mixed                                 |             |           |      |
| Emilija Tamoševičiūtė Algirdas Dienys | Staffel     | 51:46 min | 12   |